# Cortes de Arenoso
Cortes de Arenoso è un comune spagnolo di 366 abitanti situato nella comunità autonoma Valenciana.